# Russian Railroads
Russian Railroads (укр. Російська залізниця) — настільна гра для двох-чотирьох гравців, створена Гельмутом Олі та Леонгардом Орглером. Гра була опублікована в 2013 році видавництвом Hans im Glück Verlag. В основі гри лежить принцип «розміщення робітників», при якому гравці можуть по черзі розподіляти наявну в них робочу силу на вільних полях, щоб отримати ресурси або інші переваги. Цей ігровий принцип використовується також у інших іграх видавництва, таких як Stone Age та Egizia.

## Тема та мета гри
У Russian Railroads гравці стають залізничними магнатами пізньої царської епохи. Використовуючи робочу силу, вони можуть отримувати будівельні матеріали, наймати нових працівників та залучати талановитих інженерів. Метою гри є отримання більшої кількості очок за будівництво залізничних шляхів, ніж інші гравці.

## Розширення
Окрім основної гри видавництво випустило три доповнення. Перше доповнення Нові інженери містить шість нових ігрових плиток і чотирьох нових інженерів. На зворотній стороні плиток міститься доповнення для Stone Age. Друге доповнення має більший обсяг і називається German Railroads. Воно включає нові картки інженерів і плитки, а також нове поле, де гравцям потрібно будувати німецькі залізничні шляхи. Крім того, базові правила доповнюються «вугільним модулем» та варіантом для одного гравця. Також з'явилося доповнення American Railroads з американськими залізницями і ринком акцій.

## Зображення

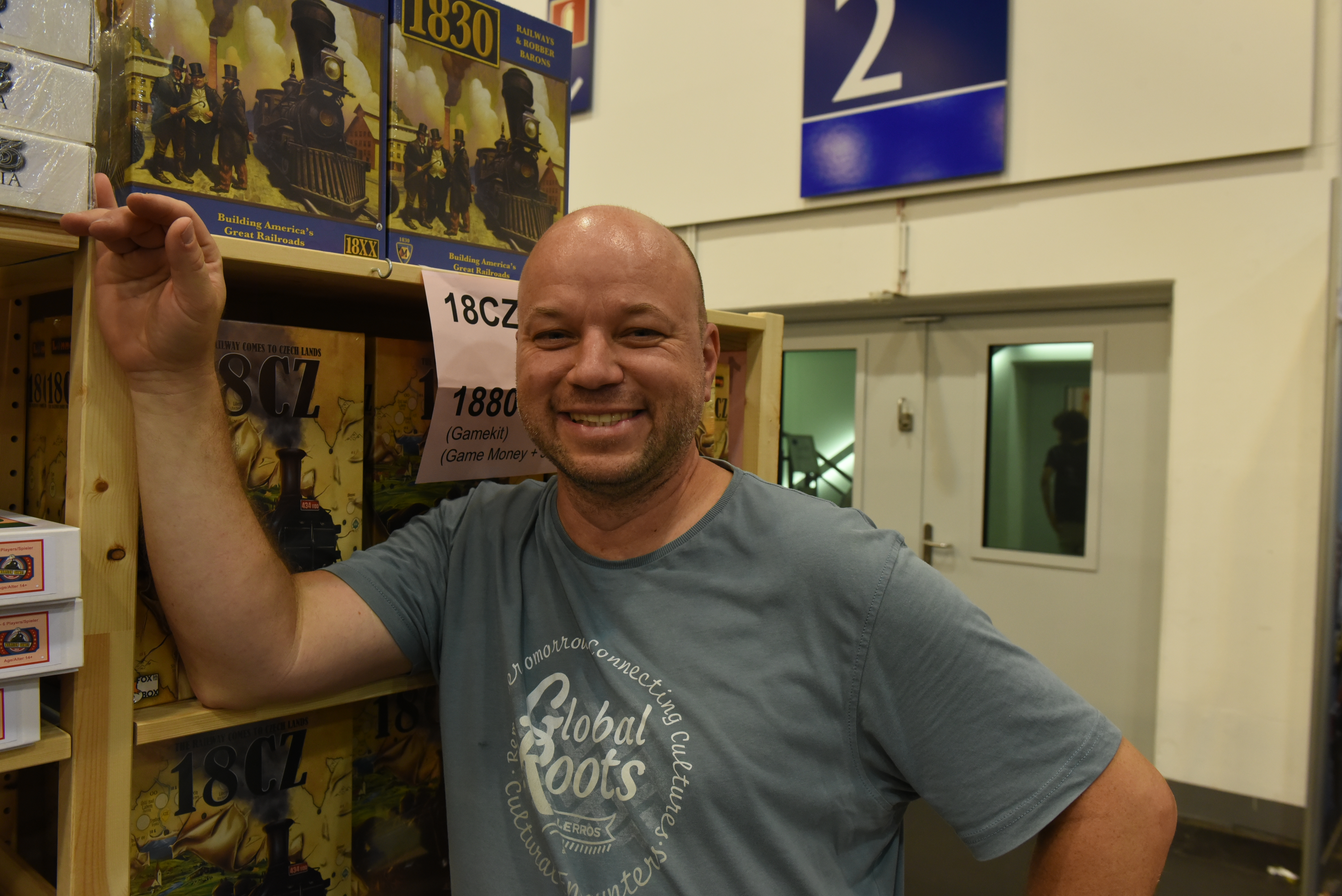
Автор гри Леонгард Орглер